# Stazione di Piaggione
Stazione di Piaggione 2002-ben bezárt vasútállomás Olaszországban, Piaggione településen.

## Vasútvonalak
Az állomást az alábbi vasútvonalak érintették:
- Aulla Lunigiana–Lucca-vasútvonal

## Kapcsolódó állomások
A vasútállomáshoz az alábbi állomások vannak a legközelebb:
- Stazione di Diecimo-Pescaglia
- Stazione di Ponte a Moriano